# Lijst van voetbalinterlands Guinee - Mali
Deze lijst van voetbalinterlands is een overzicht van alle officiële voetbalwedstrijden tussen de nationale teams van Guinee en Mali. De landen hebben tot op heden 42 keer tegen elkaar gespeeld. De eerste ontmoeting, een kwalificatiewedstrijd voor de Afrika Cup 1972, vond plaats op 13 oktober 1971 in Conakry. Het laatste duel, een kwalificatiewedstrijd voor de  Afrika Cup 2021, werd gespeeld in Conakry op 24 maart 2021.

## Wedstrijden
| №  | Plaats      | Datum             | Competitie                                        | Wedstrijd     | Uitslag |
| -- | ----------- | ----------------- | ------------------------------------------------- | ------------- | ------- |
| 1  | Conakry     | 13 oktober 1971   | Afrika Cup 1972 kwalificatie                      | Guinee − Mali | 0 − 0   |
| 2  | Bamako      | 27 oktober 1971   | Afrika Cup 1972 kwalificatie                      | Mali − Guinee | 3 − 1   |
| 3  | Conakry     | 1 januari 1972    | Afrikaanse Spelen 1973 kwalificatie               | Guinee − Mali | 4 − 3   |
| 4  | Bamako      | 28 oktober 1973   | Afrika Cup 1974 kwalificatie                      | Mali − Guinee | 2 − 2   |
| 5  | Conakry     | 11 november 1973  | Afrika Cup 1974 kwalificatie                      | Guinee − Mali | 1 − 1   |
| 6  | Bissau      | 8 januari 1979    | Vriendschappelijk                                 | Mali − Guinee | 1 − 0   |
| 7  | Bamako      | 4 februari 1981   | Vriendschappelijk                                 | Mali − Guinee | 1 − 1   |
| 8  | Bamako      | 13 februari 1981  | Vriendschappelijk                                 | Mali − Guinee | 0 − 0   |
| 9  | Conakry     | 13 februari 1983  | Vriendschappelijk                                 | Guinee − Mali | 1 − 1   |
| 10 | Bamako      | 27 februari 1983  | Vriendschappelijk                                 | Mali − Guinee | 1 − 1   |
| 11 | Bakau       | 14 februari 1985  | Vriendschappelijk                                 | Guinee − Mali | 1 − 3   |
| 12 | Conakry     | 11 augustus 1985  | Vriendschappelijk                                 | Guinee − Mali | 1 − 1   |
| 13 | Bamako      | 25 augustus 1985  | Vriendschappelijk                                 | Mali − Guinee | 1 − 1   |
| 14 | Dakar       | 3 februari 1986   | Vriendschappelijk                                 | Guinee − Mali | 1 − 1   |
| 15 | Conakry     | 24 februari 1987  | Vriendschappelijk                                 | Guinee − Mali | 0 − 0   |
| 16 | Conakry     | 3 maart 1987      | Vriendschappelijk                                 | Guinee − Mali | 1 − 0   |
| 17 | Bissau      | 1 mei 1988        | Vriendschappelijk                                 | Guinee − Mali | 1 − 0   |
| 18 | Bissau      | 8 mei 1988        | Vriendschappelijk                                 | Guinee − Mali | 3 − 2   |
| 19 | Bamako      | 4 juni 1989       | Vriendschappelijk                                 | Mali − Guinee | 3 − 0   |
| 20 | Bamako      | 2 september 1990  | Afrika Cup 1992 kwalificatie                      | Mali − Guinee | 1 − 1   |
| 21 | Conakry     | 14 juli 1991      | Afrika Cup 1992 kwalificatie                      | Guinee − Mali | 2 − 1   |
| 22 | Bamako      | 8 september 1991  | Vriendschappelijk                                 | Mali − Guinee | 0 − 0   |
| 23 | Dakar       | 28 november 1991  | Vriendschappelijk                                 | Mali − Guinee | 2 − 0   |
| 24 | Bamako      | 30 oktober 1994   | Afrika Cup 1996 kwalificatie                      | Mali − Guinee | 2 − 0   |
| 25 | Conakry     | 30 juli 1995      | Afrika Cup 1996 kwalificatie                      | Guinee − Mali | 4 − 1   |
| 26 | Bamako      | 23 september 1996 | Vriendschappelijk                                 | Mali − Guinee | 0 − 0   |
| 27 | Banjul      | 29 november 1997  | Vriendschappelijk                                 | Guinee − Mali | 0 − 0   |
| 28 | Praia       | 5 mei 2000        | Vriendschappelijk                                 | Guinee − Mali | 3 − 1   |
| 29 | Praia       | 14 mei 2000       | Vriendschappelijk                                 | Guinee − Mali | 2 − 0   |
| 30 | Bamako      | 20 januari 2001   | Vriendschappelijk                                 | Mali − Guinee | 0 − 1   |
| 31 | Toulon      | 12 februari 2003  | Vriendschappelijk                                 | Mali − Guinee | 1 − 0   |
| 32 | Bizerte     | 7 februari 2004   | Afrika Cup 2004                                   | Mali − Guinee | 2 − 1   |
| 33 | Saint-Denis | 9 februari 2005   | Vriendschappelijk                                 | Guinee − Mali | 2 − 2   |
| 34 | Marignane   | 11 augustus 2010  | Vriendschappelijk                                 | Mali − Guinee | 0 − 2   |
| 35 | Franceville | 24 januari 2012   | Afrika Cup 2012                                   | Mali − Guinee | 1 − 0   |
| 36 | Bamako      | 5 juli 2013       | African Championship of Nations 2014 kwalificatie | Mali − Guinee | 3 − 1   |
| 37 | Conakry     | 28 juli 2013      | African Championship of Nations 2014 kwalificatie | Guinee − Mali | 1 − 0   |
| 38 | Colombes    | 25 mei 2014       | Vriendschappelijk                                 | Mali − Guinee | 1 − 2   |
| 39 | Mongomo     | 28 januari 2015   | Afrika Cup 2015                                   | Guinee − Mali | 1 − 1   |
| 40 | Bamako      | 14 november 2019  | Afrika Cup 2021 kwalificatie                      | Mali − Guinee | 2 − 2   |
| 41 | Douala      | 3 februari 2021   | African Championship of Nations 2020              | Mali − Guinee | 0 − 0   |
| 42 | Conakry     | 24 maart 2021     | Afrika Cup 2021 kwalificatie                      | Guinee − Mali | 1 − 0   |

## Samenvatting
| Competitie                                   | Totaal gespeeld | Winst Guinee | Gelijk | Winst Mali | Doelsaldo Guinee – Mali |
| -------------------------------------------- | --------------- | ------------ | ------ | ---------- | ----------------------- |
| Afrika Cup                                   | 3               | 0            | 1      | 2          | 2 − 4                   |
| Afrika Cup-kwalificatie                      | 10              | 3            | 5      | 2          | 14 − 13                 |
| African Championship of Nations              | 1               | 0            | 1      | 0          | 0 − 0                   |
| African Championship of Nations-kwalificatie | 2               | 1            | 0      | 1          | 2 − 3                   |
| Afrikaanse Spelen-kwalificatie               | 1               | 1            | 0      | 0          | 4 − 3                   |
| Vriendschappelijk                            | 25              | 8            | 12     | 5          | 24 − 22                 |
| Totaal                                       | 42              | 13           | 19     | 10         | 46 − 45                 |

FGF · A-internationals · Guinees vrouwenelftal
1960-1969 ·
1970-1979 ·
1980-1989 ·
1990-1999 ·
2000-2009 ·
2010-2019 ·
2020-2029
AC 1970 ·
AC 1974 ·
AC 1976 ·
AC 1980 ·
AC 1994 ·
AC 1998 ·
AC 2004 ·
AC 2006 ·
AC 2008 ·
AC 2012
1962 ·
1963 ·
1964 ·
1965 ·
1966 ·
1967 ·
1968 ·
1969 ·
1970 ·
1971 ·
1972 ·
1973 ·
1974 ·
1975 ·
1976 ·
1977 ·
1978 ·
1979 ·
1980 ·
1981 ·
1982 ·
1983 ·
1984 ·
1985 ·
1986 ·
1987 ·
1988 ·
1989 ·
1990 ·
1991 ·
1992 ·
1993 ·
1994 ·
1995 ·
1996 ·
1997 ·
1998 ·
1999 ·
2000 ·
2001 ·
2002 ·
2003 ·
2004 ·
2005 ·
2006 ·
2007 ·
2008 ·
2009 ·
2010 ·
2011 ·
2012 ·
2013 ·
2014 ·
2015 ·
2016 ·
2017 ·
2018 ·
2019 ·
2020 ·
2021 ·
2022 ·
2023 ·
2024
Algerije ·
Angola ·
Benin ·
Bermuda ·
Botswana ·
Brazilië ·
Burkina Faso ·
Burundi ·
Cambodja ·
Centraal-Afrikaanse Republiek ·
Chili ·
China ·
Comoren ·
Congo-Brazzaville ·
Congo-Kinshasa ·
DDR ·
Egypte ·
Equatoriaal-Guinea ·
Ethiopië ·
Gabon ·
Gambia ·
Ghana ·
Guinee-Bissau ·
Indonesië ·
Irak ·
Iran ·
Ivoorkust ·
Kaapverdië ·
Kameroen ·
Kenia ·
Kosovo ·
Lesotho ·
Liberia ·
Libië ·
Madagaskar ·
Malawi ·
Mali ·
Marokko ·
Mauritanië ·
Mauritius ·
Mozambique ·
Namibië ·
Niger ·
Nigeria ·
Noord-Korea ·
Oeganda ·
Rwanda ·
Senegal ·
Sierra Leone ·
Soedan ·
Somalië ·
Swaziland ·
Tanzania ·
Togo ·
Tsjaad ·
Tunesië ·
Turkije ·
Vanuatu ·
Venezuela ·
Vietnam ·
Zaïre ·
Zambia ·
Zimbabwe ·
Zuid-Afrika ·
Zuid-Jemen
FMF · A-internationals · Bondscoaches · Malinees vrouwenelftal · Olympisch elftal
1960 – 1969 · 
1970 – 1979 · 
1980 – 1989 · 
1990 – 1999 · 
2000 – 2009 · 
2010 – 2019 · 
2020 – 2029
OS 2004
1962 · 
1963 · 
1964 · 
1965 · 
1966 · 
1967 · 
1968 · 
1969 · 
1970 · 
1971 · 
1972 · 
1973 · 
1974 · 
1975 · 
1976 · 
1977 · 
1978 · 
1979 · 
1980 · 
1981 · 
1982 · 
1983 · 
1984 · 
1985 · 
1986 · 
1987 · 
1988 · 
1989 · 
1990 · 
1991 · 
1992 · 
1993 · 
1994 · 
1995 · 
1996 · 
1997 · 
1998 · 
1999 · 
2000 · 
2001 · 
2002 · 
2003 · 
2004 · 
2005 · 
2006 · 
2007 · 
2008 · 
2009 · 
2010 · 
2011 · 
2012 · 
2013 · 
2014 ·
2015 ·
2016 ·
2017 ·
2018 ·
2019 ·
2020 ·
2021 ·
2022 ·
2023 ·
2024
Algerije · 
Angola · 
Benin · 
Botswana · 
Burkina Faso ·
Burundi · 
Centraal-Afrikaanse Republiek ·
China · 
Comoren ·
Congo-Brazzaville · 
Congo-Kinshasa · 
DDR · 
Egypte · 
Equatoriaal-Guinea · 
Eritrea · 
Ethiopië ·
Gabon · 
Gambia · 
Ghana · 
Guinee · 
Guinee-Bissau · 
Iran · 
Ivoorkust · 
Japan ·
Kaapverdië · 
Kameroen · 
Kenia · 
Koeweit · 
Kroatië ·
Liberia · 
Libië · 
Litouwen · 
Madagaskar · 
Malawi · 
Marokko ·
Mauritanië ·
Mozambique ·
Namibië ·
Niger ·
Nigeria ·
Noord-Korea ·
Oeganda ·
Oman ·
Qatar ·
Rwanda ·
Saoedi-Arabië ·
Senegal ·
Seychellen ·
Sierra Leone ·
Soedan ·
Swaziland ·
Togo ·
Tsjaad ·
Tunesië ·
Zambia ·
Zimbabwe ·
Zuid-Afrika ·
Zuid-Korea ·
Zuid-Soedan